# Richelsporig mosschijfje
Het richelsporig mosschijfje (Lamprospora faroensis) is een schimmel behorend tot de familie Pyronemataceae. Het heeft een associatie met mossen, mogelijk zwak parasitisch. Het komt voor op grond in base-arme habitats bij Bryum.

## Kenmerken
De apothecia zijn 0,5 tot 1 mm in doorsnede, oranje van kleur met duidelijk vliezige rand. De ascus is cilindrisch en bevat acht ascosporen. Deze  sporen liggen eenzijdig (uniseriaat). De sporen meten 15 tot 17 µm. De sporenornamentatie bestaat uit ribbels van 0,5 tot 0,7 µm breed en 0,8 tot 1,2 µm hoog. Ze vormen een regelmatig areolaat reticulum met 5-8 mazen/diameter.

## Verspreiding
In Nederland staat het richelsporig mosschijfje op de rode lijst in de categorie 'verdwenen'.